# Hrabia Rosslyn
Baroneci Erskine of Alva
- 1666–1690: Charles Erskine, 1. baronet
- 1690–1693: James Erskine, 2. baronet
- 1693–1739: John Erskine, 3. baronet
- 1739–1747: Charles Erskine, 4. baronet
- 1747–1765: Henry Erskine, 5. baronet
- 1765–1837: James St Clair-Erskine, 6. baronet

Hrabiowie Rosslyn 1. kreacji (parostwo Zjednoczonego Królestwa)
- 1801–1805: Alexander Wedderburn, 1. hrabia Rosslyn
- 1805–1837: James St Clair-Erskine, 2. hrabia Rosslyn
- 1837–1866: James Alexander St Clair-Erskine, 3. hrabia Rosslyn
- 1866–1890: Francis Robert St Clair-Erskine, 4. hrabia Rosslyn
- 1890–1939: James Francis Harry St Clair-Erskine, 5. hrabia Rosslyn
- 1939–1977: Anthony Hugh Francis Harry St Clair-Erskine, 6. hrabia Rosslyn
- 1977 -: Peter St Clair-Erskine, 7. hrabia Rosslyn

Najstarszy syn 7. hrabiego Rosslyn: Jamie William St Clair-Erskine, lord Loughborough